# Biel Farrés
Biel Farrés del Castillo (Vich, 1 de mayo de 2002) es un futbolista catalán que juega como defensa central en el Girona FC "B" de la Tercera División RFEF.

## Trayectoria
Nacido en Vic, se une a La Masía del FC Barcelona en 2011 desde el Vic Riuprimer REFO FC, su equipo local. Se mantiene en el club hasta 2017 y posteriormente se continuaría formando en el Club Gimnàstic Manresa y CF Damn.
En julio de 2021, tras finalizar su formación, firma por el Girona FC para jugar en su filial en la Tercera División RFEF. Debuta con el B el 5 de septiembre al partir como titular en una victoria por 2-1 frente al CE L'Hospitalet y anota su primer gol el siguiente 28 de noviembre en la victoria por 1-0 contra la FE Gramma.
Biel logra debutar con el primer equipo el 6 de enero de 2022 al partir como titular en la victoria por 1-0 frente al CA Osasuna en la Copa del Rey, disputando los 90 minutos del encuentro.

## Clubes
Actualizado al último partido disputado el 3 de abril de 2022.
| Club          | País   | Año       | Partidos | Goles |
| ------------- | ------ | --------- | -------- | ----- |
| Girona FC "B" | España | 2021-act. | 22       | 1     |
| Girona FC     | España | 2022-act. | 1        | 0     |